# Cổng Michalská
Cổng Michalská (hay Cổng Michalska, Cổng Michael, tiếng Slovakia: Michalská brána) là cổng thành duy nhất từ thời Trung cổ còn tồn tại cho đến ngày nay ở thủ đô Bratislava, Slovakia. Di tích này tọa lạc ở số 22 phố Michalská thuộc khu Phố cổ Bratislava. Cổng có chiều cao 51 mét, nổi bật với một tòa tháp cao có phần mái hình củ hành. Trên đỉnh tháp có đặt bức tượng Tổng lãnh thiên thần Michael (từ thế kỷ 18).

## Lịch sử
Tài liệu lịch sử đầu tiên đề cập đến cổng Michalská có niên đại vào năm 1411. Cổng Michalská được xây dựng vào cuối thế kỷ 13, và được đặt theo tên của nhà thờ Thánh Michael ở khu vực gần đó. Trong suốt chiều dài lịch sử, tòa tháp được xây dựng lại nhiều lần. Trong giai đoạn 1511 - 1517, tháp có thêm phần ngọn hình bát giác. Cổng Michalská được tái thiết lại theo phong cách Baroque vào những năm 1753 - 1758, dưới thời trị vì của Nữ vương Maria Theresia của Áo-Hungary. Trong giai đoạn này, đỉnh tháp có thêm bức tượng Tổng lãnh thiên thần Michael của bậc thầy điêu khắc Peter Eller. Ngày nay, Bảo tàng Thành phố Bratislava đang trưng bày triển lãm các loại vũ khí lịch sử ở đây.